# Cryptops malaccanus
Cryptops malaccanus är en mångfotingart som beskrevs av Karl Wilhelm Verhoeff 1937. Cryptops malaccanus ingår i släktet Cryptops och familjen Cryptopidae.
Artens utbredningsområde är Singapore. Inga underarter finns listade i Catalogue of Life.